# Дубина Дмитро Васильович
Дмитро Васильович Дубина (17 квітня 1949, с. Червона Слобода, Черкаський район, Черкаська область — 23 березня 2025) — український ботанік, професор (2004), доктор біологічних наук (1992), лауреат державної премії України в галузі науки і техніки (2005), головний науковий співробітник відділу геоботаніки та екології Інституту ботаніки ім. М. Г. Холодного НАН України. Автор понад 400 наукових праць, зокрема 22 монографій.

## Життєпис
У 1971 році закінчив природничий факультет Черкаського педагогічного інституту. У 1972 році вступив до аспірантури в Центральний ботанічний сад АН УРСР і згодом працював у цій установі до 1978 року. У 1976 році захистив кандидатську дисертацію на тему «Лататтєві України (видовий склад, поширення, запаси, біологія, раціональне використання, охорона і збагачення)» (науковий керівник С. С. Харкевич). Від 1978 року — на різних посадах у київському Інституті ботаніки. У 1992 році захистив докторську дисертацію «Плавнево-літоральні фітосистеми Північного Причорномор'я». У 2004 році отримав звання професора.
Помер Дмитро Дубина 23 березня 2025 року.
Похований у селі Загальці.